# Mire
En mire (fra fransk mire – sigtekorn) er en stang med en rektangulær plade, som benyttes ved nivellering i forbindelse med anlægsarbejder, grøftegravning etc. Miring anvendes til afsætning af en ret linje – eventuelt med et vist fald – hvor en direkte sigtelinje mellem steder i terrænet ikke er muligt. Mirerne forskyder sigtelinjen opad og parallelt, så der er frit udsyn mellem de steder, som skal bringes i niveau.
Et sæt mirer består af tre dele: En dobbeltmire og to enkeltmirer. Af enkeltmirerne er den enes plade malet rød eller sort og den anden hvid, mens dobbeltmiren, hvis plade er dobbelt så stor, er delt i to felter med de samme farver.

## Ekstern kilde/henvisning
- Mire i Salmonsens Konversationsleksikon, projekt Runeberg